# ¿Quién?
¿Quién? fue una telenovela mexicana producida por Guillermo Diazayas para Televisa en 1973, protagonizada por Silvia Pinal, Joaquín Cordero y Félix González, historia original y adaptación de Yolanda Vargas Dulché de su obra homónima publicada por primera vez en la revista Lágrimas Risas y Amor.

## Sinopsis
Esta historia cuenta la vida de una joven que vive siendo prisionera de su madre una mujer de abolengo, quien no la deja salir ni tener amigos, ella termina enamorándose del chofer de su casa, con quien huye lejos y forma una familia, tiempo después se entera de que su madre está muy enferma y en el viaje el tren en el que viajaba descarrila, su esposo la da por muerta, pero en realidad, sobrevive y pierde la memoria, entonces cree enamorarse de otro hombre con quien se casa, pero años después comienza a recuperar la memoria y recuerda su pasado, es entonces cuando regresa a su casa a buscar a su familia pero su esposo ya está casado con otra mujer y sus hijos la rechazan ya que la ven como a una extraña. Sin embargo, con los comentarios que ella hace de cosas pasadas cuando los muchachos eran pequeños y de vivencias que tuvo con su marido, comienza su esposo a tener curiosidad porque son conocimientos solo de ellos.

## Elenco
- Silvia Pinal - Mirna / Sonia
- Joaquín Cordero - Víctor
- Félix González
- Elizabeth Dupeyrón
- Miguel Manzano
- Gustavo Rojo